# Jo Wang
Jo Wang (Bærum, 15 april 1964) is een Noors componist en organist gespecialiseerd in orgel- en pianomuziek.
Hij werd in eerste instantie bekend vanwege zijn album met progressieve rock, Symposion. Daarna legde hij zich toe op filmmuziek en klassieke muziek. Vanaf 2007 speelt hij weer toetsinstrumenten in de band Green Isac Orchestra.
Wang studeerde aan de Universiteit van Oslo (astronomie, computerwetenschap en muziek) zonder ergens in af te studeren. In 1988 richtte hij samen met vrienden een eigen geluidsstudio in Oslo (Frydenlund) op, nam een album op en werd dirigent en huiscomponist van de revue in de Noorse provincie Troms.

## Discografie
- 1989: Symposion
- 1995: Fractals
- 1998: Haunting Melodies
- 2012: Between Fingertip & Key
- 2015: Green Isac Orchestra